# Крыстевич, Гаврил Баев
Гаврил Баев Крыстевич (Гавриил-паша, наст. фам. и имя Гандю Кытюв Баев; 1817—1898) — болгарский писатель и политический деятель.
Изучал право в Париже, работал в литературе с конца 1830-х гг., примыкая к тому направлению в Болгарии, которое ожидало реформ от Турции. В начале 1860-х гг. он (вместе с Бурмовым) издавал в Константинополе «Български книжици», в которых вел борьбу против поднятой Цанковым унионистской пропаганды. Боролся за национальную церковь он не только пером, но и своим личным влиянием на турецкое правительство; последнее призвало его в собор 1864 г., долженствовавший разрешить споры между греческой и болгарской церковью. Его «История българска» (Царь-град, 1869—1871) указывает в авторе большую начитанность в источниках, но не свободна от национальных увлечений: он начинает историю болгар, как Венелин, с Аттилы.
Умеренный и осторожный болгарский патриотизм не мешал Крыстевичу проходить служебное поприще. Он был членом верховного суда в Константинополе, в 1878 году перешёл на службу в Восточную Румелию и в 1884 г. назначен, вопреки желанию радикалов, ее генерал-губернатором. Он составил директорию (кабинет) из соединистов (Бобчев, Величков, Маджаров и др.). 6 сентября 1885 года арестован толпой заговорщиков и отвезен в Болгарию. Там его отпустили на свободу, в Турцию. С тех пор он жил, с титулом визиря, под Константинополем, получая пенсию от султана и занимаясь продолжением своего труда по истории Болгарии.